# Brachoria electa
Brachoria electa är en mångfotingart som beskrevs av Ottis Robert Causey 1955. Brachoria electa ingår i släktet Brachoria och familjen Xystodesmidae. Inga underarter finns listade i Catalogue of Life.